# 力武常次
力武 常次（りきたけ つねじ、1921年3月30日 - 2004年8月22日）は、日本の地球物理学者。東京大学名誉教授、東京工業大学名誉教授。理学博士
二男の力武健次（1965- ）は、博士（情報科学）（大阪大学）、元京都大学教授（2010-2013）、技術士（情報工学部門）。健次の妻・力武京子（1957- ）は元大阪大学准教授（1992-2019、ドイツ語学）。

## 業績
地磁気による地球内部の電気伝導度構造の研究で秀逸な成果を挙げたほか、地震や火山噴火の予知へ向けての精力的な研究をした。
1957年には地磁気の成因や地磁気反転の原因を説明する結合円盤ダイナモモデルの論文を発表し、後に "The Rikitake Model" と称された。カオス理論のアトラクターの1つとしても研究されている。

## 略歴

### 学歴
- 東京府立第一中学校卒業
- 第一高等学校卒業
- 1942年東京帝国大学理学部物理学科卒業
- 1949年12月　理学博士（東京大学）（学位論文「地球内の電磁感応及び其の地球内部の電気的性質との関係」）

### 職歴
- 1942年　東京帝国大学地震研究所助手
- 1949年 東京大学地震研究所助教授
- 1962年 東京大学地震研究所教授
- 1970年 東京大学地震研究所所長（1971年9月まで）
- 1974年 アメリカ合衆国コロラド大学環境科学共同研究センター (CIRES) 客員教授（1975年まで）
- 1975年 東京工業大学理学部教授
- 1981年 日本大学文理学部教授（1991年まで）

その他、イギリスのエクセター大学、トルコのイスタンブール工科大学/イスタンブール大学、またカナダの王立天文台にて研究活動を行った。

## 受賞歴・叙勲歴
- 1981年、東レ科学技術賞
- 1993年、勲二等瑞宝章受章
- 2004年、叙正四位

## 著書
- 『電気学習図鑑』東洋図書 1952
- 『図解科学大系地球の科学 地球の物理』東洋図書 1956
- 『地磁気のなぞ 磁石はなぜ北をさすか』恒星社厚生閣 楽しい理科教室 1957
- 『地球の構造』恒星社厚生閣 中学天文教室 1958
- 『磁石はなぜ北をさすか 地球物理学入門』三省堂百科シリーズ 1959
- 『なぜ磁石は北をさす 地球電磁気学入門』講談社ブルーバックス 1970
- 『地球電磁気学』岩波書店 1972
- 『地震予知』中公新書 1974
- 『地球と磁石 一地球科学者の模索』玉川大学出版部 1974
- 『地震を追って アメリカの研究生活』玉川大学出版部 1975
- 『巨大地震 発生メカニズムと予知への挑戦』講談社ブルーバックス 1976
- 『地震予知論入門』共立出版 共立全書 1976
- 『固体地球科学入門 地球とその物理』共立出版 共立全書 1977
- 『総点検地震列島 あなたの町は大丈夫か?』レオ企画 レオライブラリー 1977
- 『動物は地震を予知するか 異常行動が教えるもの』講談社ブルーバックス 1978
- 『日本列島の科学』東海大学出版会 東海科学選書 1978
- 『地震予知犬が悲しく泣く 動物たちの異常反応』工業調査会 1979
- 『地球磁場とその逆転 70万年前磁石は南をさしていた!』サイエンス社 サイエンス叢書 1980
- 『日本各地の地震危険度』サイエンス社 サイエンス叢書 1981
- 『大地震への準備学 あなたが生き残るためには…』国際情報社 1984
- 『電磁シールド論』KTK学術図書出版 1984
- 『地震前兆現象 予知のためのデータ・ベース』東京大学出版会 1986
- 『地震の確率 ヘビやネズミは知っている!』ネスコ 1986
- 『日本の危険地帯 地震と津波』新潮選書 1988
- 『変動する地球とその環境』地球社 1989
- 『東京圏直下大地震が迫る』講談社 1991
- 『もうすぐそこに…大激震 東大地震研究所元所長が警告する』日本フローラルアート出版局 1991
- 『簡明地球科学ハンドブック』聖文社 1992
- 『新総括物理 大学受験』数研出版 1994
- 『地震の正しい知識』オーム社 1995
- 『予知と前兆 地震「宏観異常現象」の科学』近未来社 近未来科学ライブラリー 1998
- 『地震予知 発展と展望』日本専門図書出版 2001

### 共著
- 『地球』監修　学研の図鑑、1971　のち斎藤靖二,丸山茂徳共監修
- 『地震を探る 予知へのアプローチ』山崎良雄共著 東海大学出版会 東海科学選書 1975
- 『物理地学』萩原幸男共著 東海大学出版会 1976
- 『地球物理学 実験と演習』山崎良雄,田中秀文共著 学会誌刊行センター 地球物理シリーズ 1978
- 『基礎からの物理 総合版 高校の学習と大学受験』後藤憲一、定村良夫共著 数研出版 1979
- 『物理数学 地球物理学を主体として』共著 学会誌刊行センター 地球物理シリーズ 1980
- 『地震の常識入門心得帖』山崎良雄共著 オーム社 1982
- 『新物理 高校の学習と大学受験』北村良夫共著 数研出版 1983
- 『新理科Ⅰ 高校の学習と大学受験』共著 数研出版 1985
- 『新地学 高校の学習と大学受験』永田豊、小川勇二郎共著 数研出版 1987
- 『基礎からの理科Ⅰ 高校の学習と大学受験』共著 数研出版 1993
- 『新総括理科Ⅰ 大学受験』共著 数研出版 1993
- 『新物理1B・2 新制』都築嘉弘共著 数研出版 チャート式シリーズ 1994
- 『地震予知がわかる本』監修 オーム社 1995

## 論文
- Cinii